# 龍毓峻

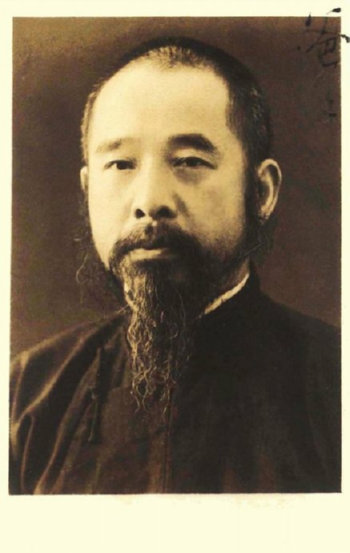

龙毓峻（1882年1月20日—?），字鐵元，自署桀廣，晚號桀叟。湖南攸縣人。中国民主革命家，中华民国政治人物。

## 生平

### 留学日本时期
早年龙毓峻曾先后师从巴陵周質夫、龙汝霖、湘陰郭立山。16岁时，他中秀才。1900年至1901年前后，他師從杨守仁（楊篤生）。1902年，他和表叔胡子靖、堂姐丈周彥融、丁文江、杨守仁及湖南巡抚派送的速成師範生十人赴日本。到日本后，他和杨守仁、周彥融同入東京本鄉清華學校，師範生則入宏文学院。兩校距离较近，故双方學生时常來往，龙毓峻遂結識了黃興。后来龙毓峻和黄兴等人因报考学习陸軍不成，遂同入東京體育會。1903年春，二十多名自費生從湖南到東京，湖南同鄉们推舉龙毓峻招待这些新生。由此，龙毓峻结识了这批新生中的陳天華、曾鯤化等人，并和陳、曾二人成为好友。此後，他还結識了陶成章等人。
1903年初夏，龙毓峻乘暑假回國探亲，到安徽探望了父親龙紱祺（当时他正在安慶候補通判），後与弟弟龍毓彪到長沙探望了叔父龍湛霖。当时龍湛霖正和龍璋、譚延闓等人開辦明德學堂，由胡子靖主持，聘黃興教歴史。龙毓峻和他們日日相处，并經黃興、柳聘農介绍而结识了周震麟、張繼等人。1903年初秋，龙毓峻和五舅柳鞠農、八舅柳聘農赴日本，柳鞠農入宏文学院，龙毓峻和柳聘農在東京體育會。
1904年初，龙毓峻和柳聘農回國探親，先到安徽，后到長沙。农历三月，龙毓峻经黃興、柳聘農介紹認識了宋教仁、劉揆一、徐應葵、彭希明等人。當時，黃興、柳聘農、劉揆一、宋教仁及龙毓峻的表兄柳繼貞正在秘密聯絡湘中哥老會首領馬福益、王福泉和李伯年等，組織華興會，并准備在十月初十日慈禧太后生日当天发动起义。他們辦了名义上为教日文的“東文補習班”，实际上该班是个秘密聯絡機關。龙毓峻在补习班教日文，其間還短期在譚延闓任監督的經正學堂任舍監並教體育。黃興托准备赴日本的龙毓峻及其弟龙滌英中途到泰興，从龍璋处求得革命经费。
龙毓峻及龙滌英正在泰興和龍璋商议籌款之时，华兴会長沙起義事洩，黃興、宋教仁、劉揆一、胡瑛、張繼、徐英葵、彭希明、楊守仁等逃到上海，龙毓峻及龙滌英遂赶到上海。不久，因萬福華在上海刺杀王之春未遂，黃興、章士釗等人被捕。龙毓峻及龙滌英和楊守仁、劉揆一、柳聘農等人幸免被捕。后来因为和黃興一同被误捕的江西巡防營統領郭人漳担保，郭人漳和黃興被首先释放，后来龙毓峻和宋教仁、劉揆一、楊守仁、柳聘農等人用龍璋提供的资金营救出章士釗等其余人员，共同赴日本。
1905年，龙毓峻補官費留學，入東京築地工手學校土木科。不久，他经柳毓衡、王延祉作介紹人，加入中国同盟會。1908年，他從東京築地工手學校土木科畢業。回到長沙后，他任湖南高等實業學堂土木科主任以及湘路公司名譽顧問。

### 辛亥革命前后
1909年，留日的湖南籍同盟會員陸續从日本回到湖南。龙毓峻遂和龍璋議定由湘路公司（龍璋、譚延闓、席沅生任董事，余肇康任總理）開辦鐵路學堂，既能培养铁路方面人才，又可作为同盟会活动机关。1910年，该铁路学堂開辦，龍璋任監督、余肇康任總理，龙毓峻任教務長。教职员有曾傑、文斐、李洽、洪榮圻、龍養源、吳超澂、彭延熾及龍滌英等人。中國同盟會湖南分會遂由此成立，龙毓峻主持會事並兼管財務。鐵路學堂租下了吉祥巷作為中國同盟會湖南分會的總部。龍養源創立的文明繡業女學堂、吳作霖的體育社、文經緯所辦的富訓商業學堂等是该会外圍秘密聯絡點。龙毓峻还和曾傑、龍養源、彭莊仲、蘇鵬、譚心休、謝介僧等在萍鄉、安化組建礦業，以获得革命经费。1911年，他和文斐、文經緯、龍璋、粟戡時、易宗羲、左學謙、黃瑛、姜濟寰、曾傑、常治發起成立鐵路協贊會。
1911年武昌起義爆发后，鄂軍代表胡燮槐到湖南称清軍即將南下，龙毓峻遂通过龍璋邀请中路巡防營統領黃中浩参加长沙起义并主持軍事，不料黃中浩未及参加起义即遇害。辛亥九月初一日，长沙光复，此后他任湖南都督府官錢局總辦，並理藩庫。不久他改任交通司路政科長。1912年中華民國成立，不久國民黨成立，龙毓峻以同盟會員資格加入國民黨。龙毓峻力主将鐵路學堂更名湖南鐵路專門學校，并任校長，同時辭去了交通司路政科長和實業學堂的职务，专任该校校长。

### 二次革命后
1913年二次革命爆发，11月袁世凯任湯薌銘为湖南都督，以取代譚延闓。湯薌銘到任后，先后杀害了財政司司長楊德麟、警察局局長文經緯、會計檢察院院長易宗羲、籌餉局次長伍任鈞等。龍璋则被龙毓峻等人保护起来，护送出长沙。1914年，貝允昕主辦的進步黨機關報《長沙大公報》指責龙毓峻兄弟先后数次容留黃興，“為湘中亂黨之尤”。湯薌銘遂下令停發湖南鐵路專門學校經費，並勒令解散该校。1916年秋，他在寶慶粵鹽專局辦稅務，后辞職，應友人邀请到北京，後經首鳳標介绍，在交通部鐵路學校教鐵路及河工工程學。
1917年張勳復辟，龙毓峻辭職南下。同年8月，曾鯤化任株萍鐵路局長，龙毓峻应邀任该局總務處長，後改任機務處長，又代理會計處長。1924年，龙毓峻的双亲先后逝世。他在株萍鐵路局任職以后，还曾在長沙、萍鄉、安源、攸縣、醴陵、瀏陽等地的藝芳女子中學、周南女子中學、女青年會、楚怡工業學校、文藝中學、湘雅醫學院、衡萃女子職業學校教歷史、國文，受到老朋友首鳳標、曾葆蓀、曹典球、唐彥等人的關照。他还曾應唐彥之邀在宜昌禁煙處任职，奉叔父龍紱瑞之命在武漢鄂岸榷運局任職，又曾應德國駐长沙領事館舒理茲領事之邀任顧問數月。1927年，他任鐵路協會執行委員時，中国共產黨正领导湖南農民运动，他參加了这一農民運動，并记述道：“時余寓瀏陽門外識字里，附近農民知余為無產階級，頗見信任。謂近郊農民協會成立，當公推余為隊長，由省農民協會給笠一矛一，開會則戴笠持矛率眾往。”

### 任职党史会
1930年，龙毓峻到南京，任中國國民黨黨史史料編纂委員會（简称“党史会”）采访。他还曾兼任人事室主任。其間，他還曾在金陵女子文理學院兼任國學教師兩年。1937年卢沟桥事变后，受党史会主任委员張繼委托，龙毓峻率檔案處科長許師慎负责护送党史会的史料自南京经长沙，至1938年抵达重庆。1946年6月，他辭去黨史會職務，隨即举家自重庆遷居南京。1949年后，他举家迁居青岛。

## 著作
- 鱗爪錄